# Горлов, Михаил Фёдорович
Михаил Фёдорович Горлов — советский хозяйственный, государственный и политический деятель, депутат Верховного Совета СССР 8-го созыва (1970—1974) от Якутской Автономной Советской Социалистической Республики.

## Биография
Родился 6 октября 1925 года в с. Ильинка Ужурского района Красноярского края. Член КПСС.
В 1943 году был призван в ряды Красной Армии из г. Красноярска на должность стрелка-радиста. Участвовал в боях в летном экипаже самолёта ИЛ-4 в звании сержанта.
После войны принимал активное участие в трудовой и политической деятельности страны. Участвовал в строительстве Вилюйской ГЭС в должности бригадира. В книге А. Н. Зыкова «Покорители Вилюя», изданной в 1967 году, повествуется о работе его бригады. В музее труда г. Москвы хранятся его перчатки и каска, как лучшего бригадира.
Избирался депутатом Верховного Совета СССР 8-го созыва.
Умер 15 апреля 2003 г. в Апшеронске Краснодарского края.